# 竇光鼐
竇光鼐（1720年—1795年），字元調，號東臬，山東諸城人。清朝政治人物、學者。

## 生平
十二歲為秀才，十五歲鄉試第三名。乾隆七年（1742年）进士。历任庶吉士、编修、左中允、内阁学士、左副都御史、浙江學政、吏部侍郎、署光禄寺卿、宗人府府丞、礼部侍郎、左都御史等。
竇光鼐为人耿直，乾隆五十一年（1786年）任浙江學政時，彈劾浙江巡撫福菘與平陽知縣黃梅等人勒索漁戶，重臣阿桂赴浙再查，企圖將大事化小。乾隆五十二年（1787年）與朱筠奉旨刊刻《日下舊聞考》。乾隆帝曾賜詩：“两浙山川常毓秀，诸生越旦汝司文。从来士习民成俗，勖彼行知尊所闻。见外发中务清正，涵今茹古去织棼 。曰公似矣曰明要，签后纾予一念殷。”

## 延伸阅读
[在维基数据编辑]
 《清史稿·卷322》，出自趙爾巽《清史稿》
 在维基共享资源阅览影像